# Rudolf Jung (tenor)
Rudolf Jung (ur. 27 lipca 1882 w Winterthur, zm. 15 grudnia 1958) – jeden z najwybitniejszych szwajcarskich tenorów bohaterskich (Heldentenor), odtwórca ról wagnerowskich, przez wiele lat solista Opery Wiedeńskiej.
Urodził się w rodzinie inteligenckiej. Ojcem śpiewaka był Ernst Jung, architekt w Winterthur, matką Fanny z Biedermannów. Na początku swojej kariery koncertował jako baryton, jednakże szybko odkrył w sobie predyspozycje do tenorowej testitury, dzięki czemu dysponując dużym, ciemnym głosem poświęcił się rolom dramatycznym.
W 1911 roku w Zurychu, jeszcze jako baryton, nagrał cykl pieśni Othmara Schoecka, z którym się przyjaźnił. Artyści często występowali wspólnie podczas koncertów dla zuryskiej publiczności, podczas których kompozytor akompaniował Jungowi na fortepianie.
Już jako tenor bohaterski był solistą największych teatrów muzycznych w Europie, w tym m.in.: solista w partiach wagnerowskich w Stadttheater Zürich. W okresie szczytowej kariery występował na najważniejszych scenach w Stanach Zjednoczonych.
W USA Rudolf Jung znalazł szczególne uznanie wśród amerykańskiej krytyki muzycznej za wybitne kreacje wagnerowskie w Der Ring des Nibelungen, europejskiej publiczności znane z wiedeńskich realizacji.
Zdaniem C. Griffesa z „The New York Times” na jednym z koncertów Jung dając drugi recital w The Town Hall z pianistą Marcelem van Goolem został entuzjastycznie przyjęty, szczególnie w Pieśniach cygańskich Johannesa Brahmsa, w ariach z Tannhäusera Richarda Wagnera oraz w utworach Gabriela Faurégo, Alexandre’a Georges’a, Gustave’a Doreta i Henry’ego Purcella.
Amerykańska krytyka podkreślała również wyczucie artysty w muzyce Johanna Sebastiana Bacha, którą Jung wykonywał bez zbędnego sentymentalizmu i nadmiernej liryczności, tak charakterystycznych dla maniery wykonawczej z początku XX wieku. Rudolf Jung stał się w Stanach Zjednoczonych znanym i cenionym wykonawcą muzyki Franza Schuberta i Roberta Schumanna, promował również pieśni swojego przyjaciela Othmara Schoecka.